# Taejo de Goryeo (Wang Geon)
Pour les articles homonymes, voir Taejo de Joseon et Taejo de Goguryeo.
Wang Geon (hangeul : 왕건 ; hanja : 王建), né en 877 et mort en 943, est le fondateur et le premier roi (à partir de 918) de la dynastie Goryeo de Corée. Il est l'auteur de la réunification de la péninsule coréenne en 936. Il est aussi connu sous le nom de Taejo de Goryeo. 
Il s'était enrichi en commerçant avec la Chine avant de soutenir, en 901, Gung Ye lorsque celui-ci crée le nouveau Koguryo, un État qui se revendique indépendant du royaume de Silla. Les principales rébellions sont conduites par Gung Ye de Silla (궁예, 弓裔, mort en 918), Gi Hwin (기휜), Yang Gil (양길) et Gyeon Won (견훤), « période des Trois Royaumes postérieurs », qui va durer jusqu'en 935. C'est, alors, la phase finale de ce royaume dont plusieurs petits États se séparent, jusqu'à la déposition du roi par Wang Geon. C'est à cette occasion que Wang Geon prend le nom de règne de Taejo, roi de Goryeo. Il reprend le nom de ce roi, semi-légendaire, qui, au début de notre ère aurait régné presque un siècle. Il restaure aussi le nom du royaume de Goryeo (du début de notre ère jusqu'en 668, lors de sa défaite contre Silla), que l'on désignait indifféremment après le Ve siècle Koguryŏ (Goguryeo) ou Koryŏ (Goryeo), la forme condensée.
A sa mort il laisse en testament Dix Injonctions qu'il donne à se successeurs pour assurer la pérennité du royaume.